# Ca l'Oliveres (Lliçà d'Amunt)
Ca l'Oliveres és una masia de Lliçà d'Amunt protegida com a bé cultural d'interès local. Ca l'Oliveres fou construïda l'any 1872 per Joan Sala i Riera descendent de la família Oliveres, documentada des del segle xiii. Actualment allotja les dependències de la biblioteca del poble.
La masia de ca l'Oliveres és una edificació que data de finals del segle xix. El cos principal de la masia consta de planta baixa i dos pisos i coberta a quatre aigües. Està formada per un volum massís de murs de càrrega, al davant d'aquest hi ha un pati tancat amb un pou i una bassa, és el que anomenem barri. També hi ha una gran era a l'est amb una àmplia zona verda. A l'oest trobem un annex de coberts de planta i pis, antigament destinats a corts d'animals. Els coberts estan a tocar del canal de rec de Sots Aigües. El material constructiu emprat és un paredat de còdols, només arrebossat a la façana principal.
La façana principal, encarada vers al sud, té una gran portalada d'accés amb arc rebaixat, a la dovella central hi ha la inscripció 1872, amb brancals de pedra. A banda i banda de la portalada hi ha grans finestres rectangulars, mentre que a la primera i segona plantes hi ha balcons. L'acabat de la façana és a base de morter de calç.
Pel que fa a l'estructura, la masia es divideix en tres crugies estructurals que descansen en els murs de càrrega exteriors fets de paredat de pedra i a l'interior en murs de maó massís de 15 cm de gruix.
El sostre de la planta baixa consta de tres voltes de catalana rebaixada. Al sostre del primer pis hi trobem biguetes de fusta i revoltons de maó massís i al segon pis és visible d'estructura d'encavallades de fusta que suporta la coberta a quatre vessants amb solera ceràmica i teula àrab. Els tres pisos es comuniquen mitjançant una escala feta de volta a la catalana.
Entre les dècades de 1960-1970 l'espai interior es va compartir per a fer petits habitatges.
En la reforma de l'edifici s'ha mantingut la pedra original del terra i les escales, així com el pou, el forn de pa i la volta de tova catalana.